# Șkorpilovți, Varna
Șkorpilovți (în bulgară Шкорпиловци) este un sat în comuna Dolni Ciflik, regiunea Varna,  Bulgaria. 

## Demografie
Componența etnică a satului Șkorpilovți
     Bulgari (62,82%)
     Turci (9,76%)
     Romi (7,59%)
     Nicio identificare (19,81%)
La recensământul din 2011, populația satului Șkorpilovți era de 737 locuitori. Din punct de vedere etnic, majoritatea locuitorilor (62,82%) erau bulgari, existând și minorități de turci (9,76%) și romi (7,59%). Pentru 19,81% din locuitori nu este cunoscută apartenența etnică.